# The Seminarian
The Seminarian (tj. Seminarista) je americký hraný film z roku 2010, který režíroval Joshua Lim podle vlastního scénáře. Film zachycuje nesnáze homosexuálního studenta teologie při hledání vztahu k Bohu.

## Děj
Ryan studuje poslední ročník na evangelickém teologickém semináři v kalifornské Pasadeně a chtěl by pokračovat v doktorátu na Yale. Ryan je gay, což v něm vyvolává otázky, jaká je láska člověka k jinému člověku a jaká k Bohu. Na toto téma také píše svou diplomovou práci. O svých pocitech může mluvit jen se svými spolužáky Anthonym a Geraldem, kteří jsou také gayové, protože nikdo jiný z okolí tuto skutečnost netuší. Ryan už přes rok chatuje s Bradleym ze sousedního města Irwine, ale až nyní se rozhodne za ním na víkend vyjet. Jejich první rande dopadne sice dobře, ale od té doby se mu Bradley vyhýbá s tím, že má deprese kvůli předvolání před soud za řízení v opilosti. Také jeho kamarád Anthony se rozešel se svým přítelem Datem a s novým partnerem Jeffem si přestává rozumět. Ryan netuší, že Gerald je do něho tajně zamilovaný, a že žárlí na Bradleyho. Ani poté, co se Ryan definitivně odloučí od Bradleyho, mu Gerald nevěří. Ryan je v koncích. Mezitím dochází na konzultace a píše svou práci, ve které dojde k závěru, že k lásce je zapotřebí vztah a pro vztah je potřebné odpuštění, což platí pro vztahy mezi lidmi i pro vztah s Bohem. Také se rozhodne svěřit se matce, že je gay.

## Obsazení
| Mark Cirillo        | Ryan Goodman              |
| Linda J. Carter     | Cindy Goodman, jeho matka |
| Philip Willcox      | profesor Craig            |
| Alexander Matute    | Kevin                     |
| Javier Montoya      | Anthony                   |
| Matthew Hannon      | Gerald                    |
| Derek Renn          | Eugene                    |
| Jessica Kemejuk     | Kelli                     |
| Jason Grasl         | Dat                       |
| Eric Parker Bingham | Bradley                   |
| Jo McLachlan        | Lorree                    |
| Ray Barnhart        | Jeff                      |